# بينغت ريختر
بينغت ريختر (بالسويدية: Bengt Richter)‏ هو نحات سويدي، ولد في 1670 في ستوكهولم في السويد، وتوفي في 1735 في فيينا في النمسا.